# Châtillon-sur-Cher
Châtillon-sur-Cher – miejscowość i gmina we Francji, w Regionie Centralnym, w departamencie Loir-et-Cher.
Jej burmistrzem jest od 2008 r. Michel Diboine.
Według danych na rok 1990 gminę zamieszkiwało 1395 osób, a gęstość zaludnienia wynosiła 47 osób/km² (wśród 1842 gmin Regionu Centralnego Châtillon-sur-Cher plasowała się wtedy na 285. miejscu pod względem liczby ludności, natomiast pod względem powierzchni na miejscu 346.).